# Телофаза
Телофаза е крайната, четвърта фаза на митозата, при която се образуват двете ядра на бъдещите дъщерни клетки, след което протича цитокинезата. В тази фаза се наблюдава, че хромозомите изгубват своите очертания и постепенно изчезват като видими структури. Около тях се обособява ядрена мембрана. Наблюдава се прищъпване на цитоплазмата и разделянето ѝ на две.